# Western Australia International 1999
Die Western Australia International 1999 im Badminton fanden Ende September 1999 statt.

## Sieger und Platzierte
| Disziplin    | Gold                          | Silber                        | Bronze                       |
| ------------ | ----------------------------- | ----------------------------- | ---------------------------- |
| Herreneinzel | Stuart Brehaut                | Alan Yang                     | Daniel Suhr                  |
| Herreneinzel | Stuart Brehaut                | Alan Yang                     | Nicholas Kidd                |
| Dameneinzel  | Wong Miew Kheng               | Kellie Lucas                  | Rhonda Cator                 |
| Dameneinzel  | Wong Miew Kheng               | Kellie Lucas                  | Rayoni Head                  |
| Herrendoppel | David Bamford Peter Blackburn | Stuart Brehaut Murray Hocking | Gary Roberts Michael Todd    |
| Herrendoppel | David Bamford Peter Blackburn | Stuart Brehaut Murray Hocking | Paul Kong Denis Todd         |
| Damendoppel  | Lim Pek Siah Joanne Quay      | Rhonda Cator Amanda Hardy     | Diane Gould Tanya Phillips   |
| Damendoppel  | Lim Pek Siah Joanne Quay      | Rhonda Cator Amanda Hardy     | Jane Crabtree Kellie Lucas   |
| Mixed        | Pang Cheh Chang Lim Pek Siah  | Chan Chong Ming Joanne Quay   | Peter Blackburn Rhonda Cator |
| Mixed        | Pang Cheh Chang Lim Pek Siah  | Chan Chong Ming Joanne Quay   | David Bamford Amanda Hardy   |